# Дронова (Тюменская область)
Дронова — деревня в Заводоуковском районе Тюменской области России. В рамках организации местного самоуправления находится в Заводоуковском городском округе.

## История
До 1917 года в составе Бигелинской волости Ялуторовского уезда Тобольской губернии. По данным на 1926 год состояла из 89 хозяйств. В административном отношении входила в состав Хорзовского сельсовета Новозаимского района Тюменского округа Уральской области.

## Население
| 2010 |
| ---- |
| 455  |

По данным переписи 1926 года в деревне проживало 420 человек (196 мужчин и 224 женщины), в том числе: русские составляли 100 % населения.

## Достопримечательность
- Памятник солдатам Великой Отечественной войны.
- Мемориальная плита Герою Советского Союза Теплякову М. П.